# الدرزلی
الدرزلی (به گیلیک اسکاتلندی:Ach na Feàrna) یک روستا در بخش باختری مرکز در رنفروشر اسکاتلند می‌باشد. این روستا در میان دو شهر پیزلی و جانستون قرار دارد و در ۱۸کیلومتری باختر گلاسکو واقع شده‌است. الدرزی زادگاه ویلیاوم والاس(رهبری مقاومت اسکاتلندی‌ها در جنگ استقلال اسکاتلند) است که هر سال مردم الدرزی در آگوست یاد او را در جشنی گرامی می‌دارند. نام الدرزی در انگلیسی کهن به معنای زمین درختان کهن است.
- فهرست شهرهای بریتانیا